# Pa-dö-dő
Pa-dö-dő (kurz PDD) war ein ungarisches Popduo, das aus Györgyi Lang und Mariann Falusi bestand. Während der gesamten 1990er Jahre waren sie in ihrer Heimat erfolgreich und brachten insgesamt 6 Alben in die Top 10 der ungarischen Charts.

## Bandgeschichte
Györgyi Lang studierte an der Hochschule für Schauspiel- und Filmkunst (Színház- és Filmművészeti Egyetem) in Budapest. Bis 1988 war sie Schauspieler am Nationaltheater in Pécs. Mariann Falusi absolvierte in den frühen 1980er Jahren ein Musikstudium und gewann 1983 die Fernseh-Castingshow Ki mit tud? in der Kategorie Jazz. Von 1983 bis 1985 war sie Sängerin von Stúdium Dixieland und trat anschließend am Lustspieltheater Vígszínház in Budapest auf.
Bei einer Aufführung von Der kleine Horrorladen lernten sich die beiden Ende der 80er Jahre kennen und gründeten 1988 das Duo Pa-dö-dő (Pas de deux). Im selben Jahr traten sie beim Interpop Fesztivál (Táncdalfesztivál) auf und ein Jahr später veröffentlichten sie ihr Debütalbum. Der erste große Erfolg kam Ende 1990 mit dem Lied Bye-Bye Szása, in dem es um den Abzug der sowjetischen Truppen aus Ungarn geht. Das zugehörige Album erreichte Platz 2 der ungarischen Albumcharts. 
Während der 90er Jahre veröffentlichten sie ein halbes Dutzend Top-10-Album und 1995 erreichten sie Platz eins mit dem Album Einstand. Zu ihren Markenzeichen gehört, dass die beiden schwergewichtigen Musikerinnen mit kurzer Frisur und gleicher auffallender Kleidung auftraten. Bei Györgyi Lang wurde bereits in jungen Jahren Multiple Sklerose diagnostiziert. Anfänglich behinderte sie die Krankheit nicht, schließlich war aber ihre Beweglichkeit immer mehr eingeschränkt und sie musste schließlich einen Rollstuhl benutzen. Trotzdem machten Lang und Falusi weiterhin gemeinsam Musik und traten weiter auf. 
Ab 1999 waren die beiden auch vermehrt im Fernsehen zu sehen. Sie hatten eine eigene Fernsehshow und Mariann Falusi trat in Fernsehshows und in Castingshows als Jurymitglied auf.
Im Dezember 2021 erlitt Györgyi einen Schlaganfall, der sie dauerhaft beeinträchtigte. Sie verstarb am 20. Mai 2023 in ihrem Haus.

## Mitglieder
- Györgyi Lang (* 10. Mai 1957 in Szeged, † 20. Mai 2023)
- Mariann Falusi (* 11. April 1959 in Barcs)

## Diskografie
Alben
- Pa-dö-dő I. (1989)
- Kiabálj! (1990)
- 1989–1991 (1992)
- Tessék dudálni (1992)
- Szép az élet, és én is szép vagyok (1994)
- Einstand (1995)
- Kérem a következőt! (1996)
- Nekünk nyolc (1997)
- 10 éves a Pa-dö-dő (1998)
- Koncert 1999 (1999)
- Vi ár femili (2000)
- Egy kicsit bulizgatunk? (2001)
- Tuinvan. Marivan. Györgyivan. Közösvan. (2002)
- Beszt of Pa-dö-dő: PDD 15 Jubileum (2003)
- Had' énekeljünk mi is az idén! (2003)
- Igen, mi az idén is csináltunk új lemezt ... (2004)
- Nem volt egyszerű, csókoltatunk Mária (2005)
- Habár a hazai lemezeladás ... (2006)
- Így 20 felett ránk fér egy kis Generál (2008)
- 20.bé (Nát fór szél) (2008)
- Csomagot kaptam (2009)
- Hozott anyagból (2011)
- Ajándék (2013)
- Fele Más (Az igazi besztof) (2014)
- Retúr (2015)

Lieder
- Bye Bye Szása (1990)
- Ultra dal (1996)
- Te vagy a legjobb dolog a héten (1998)
- Röpül a tányér (1998)
- Te vagy a legjobb dolog a héten (1998)
- Új kislemez (1999)
- Kell egy jóbarát (2000)
- Vár már a nyár (2000)
- Jó nekem így (2001)
- Egy újabb maxi (2001)
- Költözzünk össze (2002)
- Stallone búcsúja (2004)
- Eljön egy igazi angyal (2013)
- Háj-háj Szása (2014)